# Cultura visual

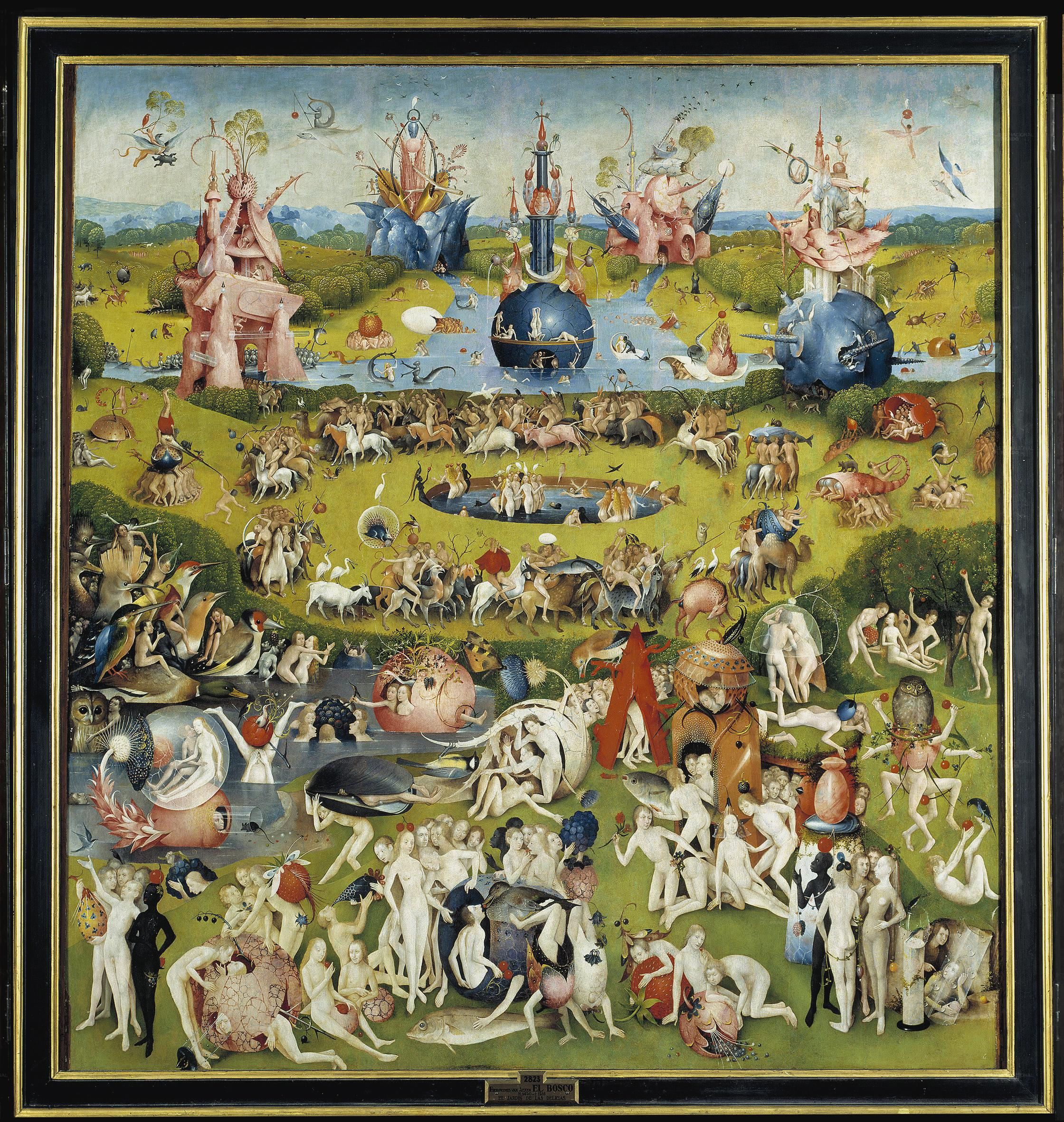
Historia del arte: "Jardín delicias" Hieronymus Bosch "El Bosco"

La Cultura visual es un campo de investigación de los estudios visuales, es un proyecto interdisciplinar y relativista que surge en el siglo XVIII, como alternativa al academicismo de la Historia del Arte. Pretende englobar una combinación de los estudios culturales, la historia del arte (pintura, escultura, etc.), teoría, crítica, filosofía y antropología, centrándose así en los aspectos de la cultura basados en elementos visuales (fotografía, cine, cómic, etc.). En definitiva, se entiende la Cultura visual como aquel elemento que aporta una gran cantidad de contenido variado y abierto a interpretaciones para las investigaciones históricas. Otras de las artes y culturas relacionadas son: artes interpretativas, artes plásticas y gráficas, decoración, diseño, edición y producción, estética y cosmética, influencia de los medios de comunicación, marketing y publicidad, moda y confección, literatura, estereoscopia, fotografía…

## Importancia de la cultura visual
La cultura visual estudia la importancia de la imagen, tiene en cuenta cómo afecta en las sociedades contemporáneas, y su relación con el espectador. Su papel se ve especialmente potenciado gracias a las nuevas tecnologías, no solo en el ámbito de la creación, sino orientado a la distribución, que es cada vez mayor. Así la información visual llega a un mayor número de personas y con mayor rapidez. También es una herramienta que nos ayuda a comprender todo aquello que nos rodea, por ejemplo muy útil en el campo educativo que favorece el desarrollo y aprendizaje. 
Esta disciplina nos influye a la hora de entender el mundo, nos crea una serie de referentes de todo aquello que nos rodea. Uno de los mejores ejemplos se encuentra en la publicidad, donde a través de imágenes, se busca causar una determinada sensación en el espectador, con el fin de atraerlo hacia el producto anunciado. Asimismo, es necesaria una alfabetización visual masiva para así poder funcionar coherentemente en este mundo contemporáneo.

## Características de la cultura visual

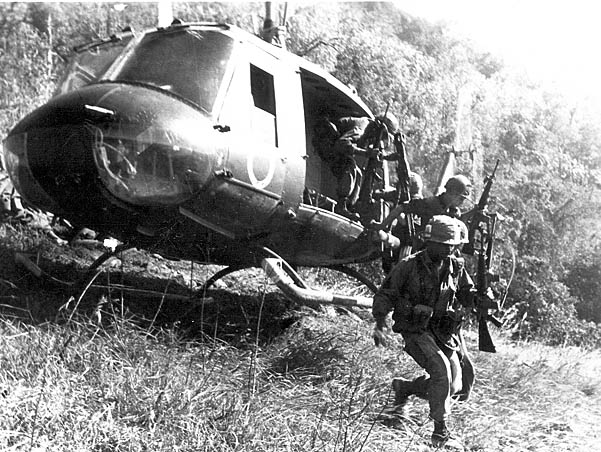
Fotografía de la guerra de Vietnam

1. La cultura visual se centra en el acontecimiento visual, que es la interacción entre el signo visual y el espectador.
2. Engloba muchos ámbitos, desde la pintura, escultura, arquitectura... hasta el grafiti, cómic, fotografía, cine, diseño, moda, publicidad, danza, etc.
3. Al cambiar constantemente los medios visuales de comunicación y sus usos, la cultura visual tiene un carácter provisional y variable, por lo que se adapta a la época y a las circunstancias.
4. Busca la originalidad. Intenta innovar, impresionar y llamar la atención del espectador con el fin de que este recuerde las imágenes.
5. Dentro del concepto principal de cultura visual, se desarrollan dos subapartados: imagen y patrimonio artístico. Ambas se centran en la imagen como objeto de estudio y como fuente de información para el conocimiento evolutivo de la cultura artístico-visual.

## Historia de la cultura visual
Existen diferentes acontecimientos determinantes en la historia de la cultura visual:
- Hacia 1450, Gutemberg inventó la imprenta de tipos móviles moderna, lo que facilitó la difusión de libros y su abaratamiento. Este hecho hizo que se dejase de lado la escritura manual, por lo que se perdió el meticuloso trabajo de los clérigos respecto a la caligrafía. También supuso un auge para la prensa, la cual anteriormente había tenido escaso éxito.
- En 1826, Joseph Nicéphore Niépce hace la primera fotografía: Punto de vista desde la ventana de Gras. Supuso un gran descubrimiento para el mundo de la cultura visual, y a su vez, hizo que muchos artistas pictóricos se olvidasen de las pinturas naturalistas, y se abriesen a nuevos estilos de arte.
- En 1895, los hermanos Lumière presentan la primera película, lo que revolucionó el mundo de la imagen, al ser la primera vez que se conseguía capturar escenas “en movimiento”. En 1935 se hizo la primera película en color, La feria de la vanidad, de Rouben Mamoulian.
- En la primera mitad del siglo XX aparece la televisión, aunque no es hasta la segunda mitad del siglo cuando entra en auge.
- La primera vez que se empleó el término cultura visual fue por la historiadora del arte Svetlana Alpers en el artículo El arte de describir. El arte holandés en el siglo XVII, publicado en 1983. El primer libro publicado dedicado a la cultura visual es Visual Culture: An Introduction. de John Walker y Sarah Chaplin.
- A finales del siglo XX, las nuevas tecnologías e internet, han ofrecido nuevas formas de ver y entender la realidad que nos rodea, esto supone una reconstrucción de la misma. Ha repercutido en la forma en la que la cultura visual nos llega actualmente: ha cambiado el formato, pero también la forma en la que los humanos nos comunicamos, expresamos y aprendemos.

En resumen, la representación de la imagen visual ha ido cambiando a lo largo de toda la historia, ésta nos habla sobre la sociedad de cada momento, la documentación de situaciones, estilos de vida, los gestos, rituales, etc. Como vemos es capaz de mostrar una realidad tal y como es. Desde el punto de vista metodológico es una de las herramientas más valiosas a la hora de estudiar las ciencias que tienen que ver con la humanidad. 

## Estudios y aportaciones sobre la cultura visual
Una de las personas que más temprano realizó definiciones en el entorno de la Cultura Visual, es W. J. T. Mitchell, especialmente en el libro Teoría de la Imagen. Este autor define los medios visuales como una expresión coloquial que se usa para designar cosas como la televisión, las películas, la fotografía, etc. Sin embargo, es un término muy general que no hace referencia a cada uno por separado, ya que esto involucra a los otros sentidos como el tacto y el oído. Además, critica la idea de algunos pensadores y de la sociedad en general de plantear como problema del siglo XXI a la imagen y los medios masivos, denominado por él mismo como “el problema de la imagen”. La imagen no se la puede concebir como mala en sí misma, puesto que todo puede contener problemas si se maneja con una intención negativa. Afirma que las imágenes siempre han sido peligrosas por su naturaleza de simulación visual, estereotipos, ilusiones... Plantea si lo que verdaderamente debe ser examinado es la imagen, ya que ese no sería el problema, es más, no habría solución si se plantea de esa manera. 
Como punto curioso de su teoría, toma la moda como enfoque teórico, vista como disciplina artística que va de la mano con la imagen, además, toma más importancia en la era digital en la que nos encontramos.
Griselda Pollock en su obra Visión y diferencia. Feminismo, feminidad e historias del arte no propone hacer una historia feminista del arte, conformada solo por mujeres, sino que plantea otras historias del arte que pongan en jaque los parámetros de la disciplina y formule otros relatos que contemplen la clase social, la raza y, obviamente, la perspectiva de género. En cuanto al campo de la Cultura Visual, plantea una dicotomía entre imagen dialéctica y audiovisual. Apunta que las imágenes juegan un papel muy importante en la sociedad actual, ya que son los principales vehículos de expresión y será la principal herramienta para la relación entre signo y objeto.

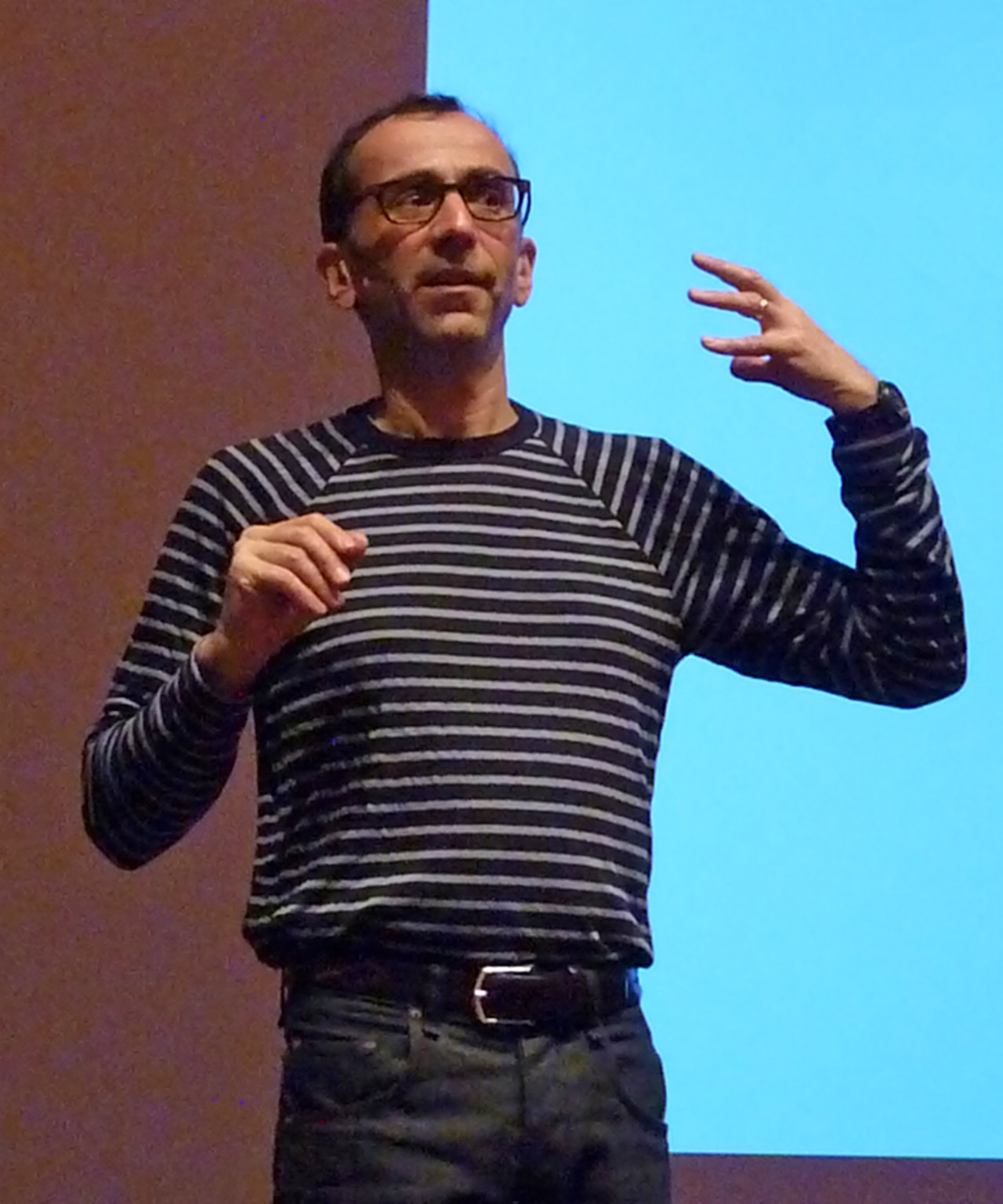
Nicholas Mirzoeff autor de "Introducción a la cultura visual" (abril de 2012)

Una de las figuras más destacadas es Nicholas Mirzoeff, profesor en medios, cultura y comunicación en la Stheinhard School of culture, education, and human development de New York University. Para él la cultura visual es una táctica para estudiar la genealogía, la definición y las funciones de la vida cotidiana postmoderna desde la perspectiva del espectador, es decir, del consumidor. Es uno de los más destacados teóricos sobre la cultura visual contemporánea. En su libro Introducción a la cultura visual, publicado en 1999, trata de acercarse a la descripción y la utilidad de la cultura visual en la sociedad moderna, y al mismo tiempo establecer un concepto general para la definición de la cultura visual. Mirzoeff defiende la cultura visual como la relación entre el espectador y la imagen a la que mira: “Ver no es creer, sino interpretar. Las imágenes visuales tienen éxito o fracasan en la medida en las que podemos interpretarlas satisfactoriamente”
La historiadora del arte Anna María Guasch será de las primeras autoras de nuestro país en introducir el tema de la Cultura Visual en España gracias a su artículo Los Estudios Visuales. Un estado de la cuestión donde alega que el campo de la cultura visual “constituye un proyecto interdisciplinar y relativista que surge como alternativa al carácter disciplinar de buena parte de las disciplinas académicas, entre ellas, la Historia del Arte”.
Hal Foster afirma en el volumen 77 de la revista October “The archive Without Museums” del año 1996, que la Cultura Visual es partícipe de lo que él denominó giro etnográfico, es decir, defiende que la Cultura Visual se encuentra en peligro de exponer las ideas de la historia tradicional, por lo que decide sustituir el término historia por cultura y el de arte por visual jugando con la virtualidad de lo visual y con la materialidad de la cultura. En relación con este aspecto Foster también sostendría que “la imagen es para los Estudios Visuales lo que el texto para el discurso crítico postestructuralista”.
Para Norman Bryson la cultura visual es "simplemente la historia de imágenes manejada con un concepto semiótico de la representación". Hace referencia a la semiótica al signo y a lo que simbolizan ciertas imágenes en momentos de la historia.
El filósofo Emmanuel Alloa publicó varios libros con respecto a la cultura visual y la teoría de la imagen. Entre ellos, una antología de las principales posiciones en torno al "giro visual" (W.J.T. Mitchell, Didi-Huberman, Belting, Boehm, Rancière,) bajo el título Pensar la imagen (tres volúmenes), y dos monografías (La imagen diáfana y Reparto de la perspectiva)

## Historia del Arte y Cultura Visual
Con el nacimiento y auge de la Cultura Visual llega una incertidumbre alrededor de la disciplina de la Historia del Arte y su futuro. Durante los últimos años el interés se está trasladando a los Estudios Visuales. El estudio de las imágenes en masa y el uso inapropiado del término “arte” para objetos no estilísticos (por ejemplo artefactos de sociedades de África y del Pacífico denominados únicamente como recursos estilísticos) son algunos de los motivos de este acercamiento a la Cultura Visual. De la misma manera se manifiesta el debate sobre el lugar privilegiado que se le daba al arte clásico y europeo con la nueva sensibilidad poscolonial. “La aparición de la Cultura visual como un campo de investigación transdisciplinar y multimetodológico no supone otra cosa que la oportunidad de considerar algunos de los problemas más peliagudos de la cultura actual desde otro punto.” I. ROGOFF.
Algunos historiadores del arte se han visto amenazados por esta nueva disciplina, pues tanto la Historia del Arte como la Estética se vería absorbida por los Estudios Visuales. En este caso la conclusión es que hay puntos en que ambas disciplinas se interrelacionan, pero tienen objetivos de estudio diferentes. Los Estudios Visuales tienen como principal atención la imagen pero la Historia del Arte nunca ha tenido interés exclusivo en la misma.
En 2001 se celebró un congreso en el Clark Art Institute de Williamstown en Massachusetts con motivo de la vinculación de los Estudios Visuales con la Historia del Arte y la Estética. Se debatió alrededor de este asunto y se puede resumir en la aportación de Mitchell, quien después de haber dado clase durante diez años en la Universidad de Chicago de Estudios Visuales, afirmó no haber averiguado cuál era el campo de investigación de la materia. La Cultura Visual no tiene una definición clara y es de límites difusos.